# برف‌دوست

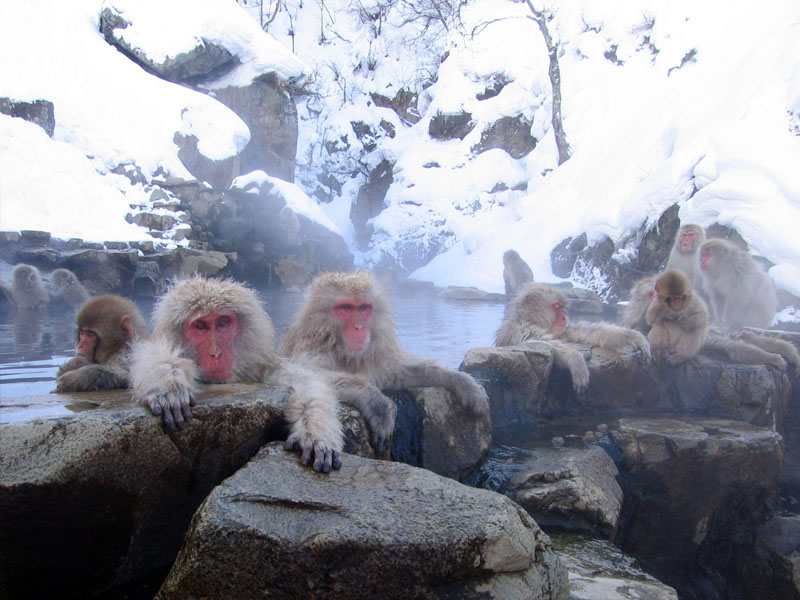
ماکاکی ژاپنی از نادر نخستی‌ها است که می‌تواند در دمای ۱۵ درجه زیر صفر زندگی کند.

به ارگانیسم‌هایی (جانوران، گیاهان، قارچ‌ها، و غیره) که در برف و سرمای شدید زمستان زندگی کرده و با آن سازگاری یافته و چنین محیطی محیط طبیعی زندگی آن‌ها شده اصطلاحاً برف‌دوست (Chionophile) می‌گویند. گیاهان برف‌دوست زمستان طولانی با پوشش برف زیاد را تحمل می‌کنند یا به آن نیاز دارند.

## مناطق قطبی

### جانوران شمالگان

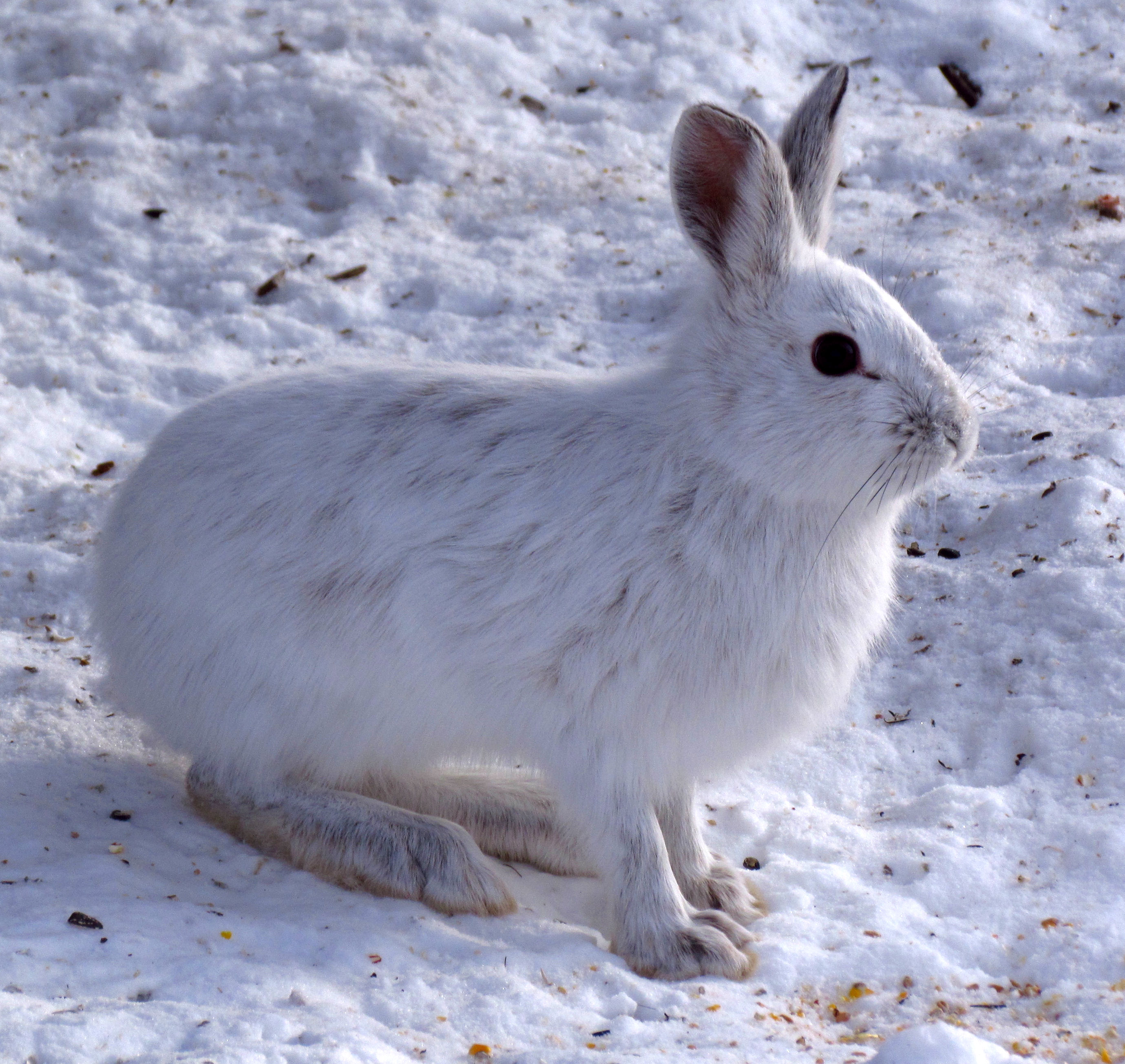
خرگوش کفش‌برفی از جانوران برف‌دوست ساکن کانادا و آلاسکا است.

جانورانی چون گوزن شمالی، خرگوش قطبی، سنجاب زمینی قطبی، جغد برفی، طوطی دریایی، قوی توندرا، غاز برفی، مرغابی استلر و باقرقره بید همگی به راحتی در زمستان‌های سخت قطب شمال دوام می‌آورند و برخی چون باقرقره بید تنها در مناطق شمالگانی زندگی می‌کنند.

### جانوران جنوبگان
جنوبگان یا قاره قطب جنوب بزرگ‌تر و سردتر از قطب شمال است و بنابراین جانوران کمتری می‌توانند در مناطق داخلی آن دوام بیاورند و بیشتر جانداران جنوبگان در نزدیکی کرانه‌های آن زندگی می‌کنند.
حیوانات نادری که قادرند در خاک اصلی و داخله جنوبگان زندگی کنند بیشتر پرندگانی هستند چون پنگوئن، پرستوی دریایی قطبی، آلباتروس سرخاکستری، باکلان شاهی، غلاف‌نوک برفی.
محیط زیست سخت جنوبگان باعث حضور کم درندگان در این سرزمین است. چند حیوان درنده‌ای که در داخله جنوبگان شکار می‌کنند ازجمله اسکوای قطب جنوب و مرغ طوفان بزرگ جنوبی بیشتر به شکار جوجه‌ها اکتفا می‌کنند.
بیشتر درندگان قطب جنوب در آب‌های جنوبگانی زندگی می‌کنند، درندگانی چون نهنگ قاتل و فُک پلنگی.

## مناطق کوهستانی
برف‌دوستان دیگر را می‌توان در مناطقی حتی نزدیک به استوا یافت اما در کوهستان‌های بلند که زمستان‌های سردی بر آن‌ها حاکم است و اکسیژن در آن مناطق کمتر است. از آن‌جمله می‌توان به کوهستان‌های آند، هیمالیا، و هندوکش اشاره کرد که در آن‌ها حیوانات برف‌دوستی چون پلنگ برفی، شیر کوهی، غژگاو، غرم، بز کوهی، شترچه و گواناکو زندگی می‌کنند.